# Кръстю Теодосиев
Кръстю (Кръсто) Теодосиев Кръстев е български строителен предприемач и търговец.

## Биография
Кръстю Теодосиев е роден около 1890 година в дебърската паланка Лазарополе, тогава в Османската империя. Преселва се в София, където се занимава със строителство и търговия.
През Първата световна война е запасен поручик, командир на рота в Шестдесет и трети пехотен полк. За отличия и заслуги през втория период на войната е награден с орден „Св. Александър“ V степен.
През януари 1926 година е избран за член на Националния комитет на македонските братства.
Фирмата на Кръстю Теодосиев построява внушителната сграда на Агрономическия факултет на Софийския университет (днес в нея е Биологическия факултет), както и хотел „Славянска беседа“. Построява своята къща на улица „Арх. Миланов“ № 10 през 1930 година и под впечатление от Чирпанското земетресение (1928) прави конструкцията ѝ изключително устойчива, така че по време на бомбардировките над София през Втората световна война тя се използва като надеждно скривалище.
През април 1925 година Кръстю Теодосиев закъснява малко за опелото на генерал Константин Георгиев в църквата „Света Неделя“ и това спасява живота му при извършения от Комунистическата партия атентат.